# Tau2 Gruis
Tau2 Gruis (τ2 Gruis, förkortat Tau2 Gru, τ2 Gru) som är stjärnans Bayerbeteckning, är en dubbelstjärna belägen i den mellersta delen av stjärnbilden Tranan. Den har en kombinerad skenbar magnitud på 7,04 och är svagt synlig för blotta ögat där ljusföroreningar ej förekommer. Baserat på parallaxmätning inom Hipparcosuppdraget på ca 21,0 mas, beräknas den befinna sig på ett avstånd på ca 156 ljusår (ca 48 parsek) från solen. År 2015 hade paret en vinkelseparation på 0,60 bågsekunder vid en positionsvinkel på 176°.

## Egenskaper
Primärstjärnan Tau2 Gruis A är en gul till vit stjärna i huvudserien av spektralklass G3/6. Den har en massa som är omkring 10 procent större än solens massa, en radie som är ca 1,6 gånger större än solens och utsänder från dess fotosfär ca 3 gånger mera energi än solen vid en effektiv temperatur av ca 6 000 K.